# Imphál
Imphál je město v Indii, hlavní město svazového státu Manípur. K roku 2011 v něm žilo bezmála 265 tisíc obyvatel a celá jeho aglomerace měla přes 414 tisíc obyvatel.

## Poloha
Imphál leží ve středu Manípuru na řece Imphálu, která dále teče do Barmy. Spadá do oblasti vlhkého subtropického podnebí, jsou zde mírné a suché zimy a horká a vlhká léta.

## Dějiny
Už v letech 1824–1947 byl Imphál hlavním městem knížecího státu Manípur.
Za druhé světové války probíhala v roce 1944 v okolí Imphálu od začátku března do začátku července bitva o Imphál, ve které jednotky britského impéria odrazily pokus japonského císařství o invazi z Barmy do Indie. Jednalo se o jeden z důležitých obratů v rámci bojů v jihovýchodní Asii během druhé světové války.